# Burravoe

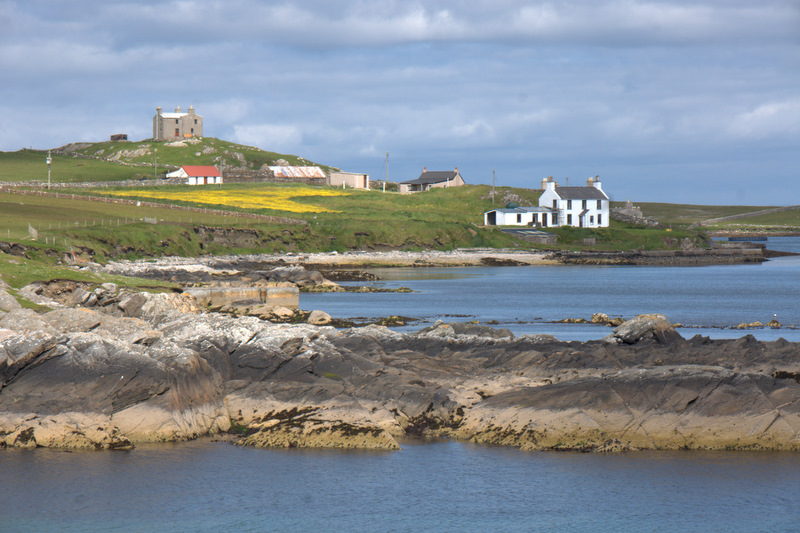
Blick auf den Ort

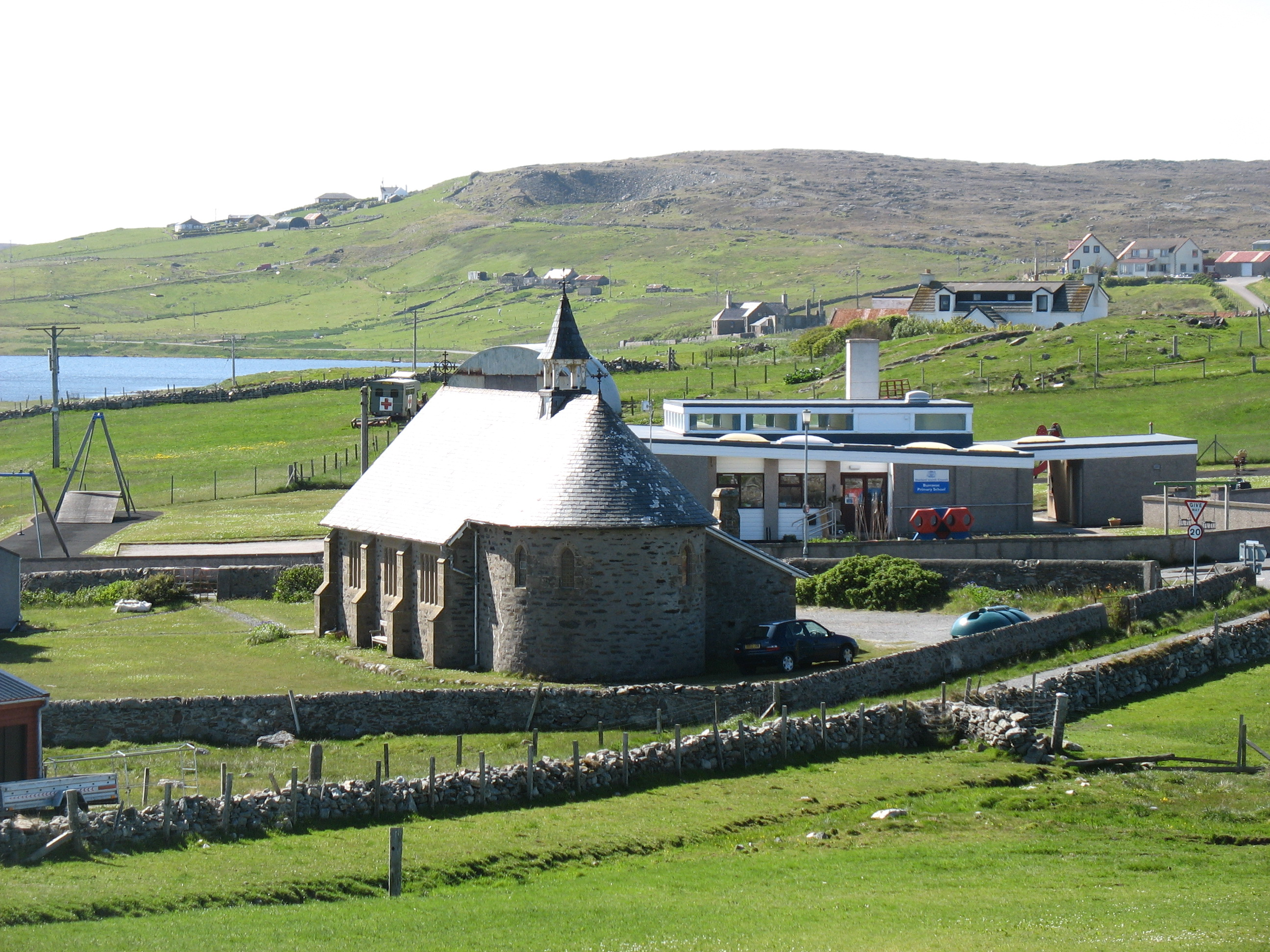
Die Kirche von Burravoe

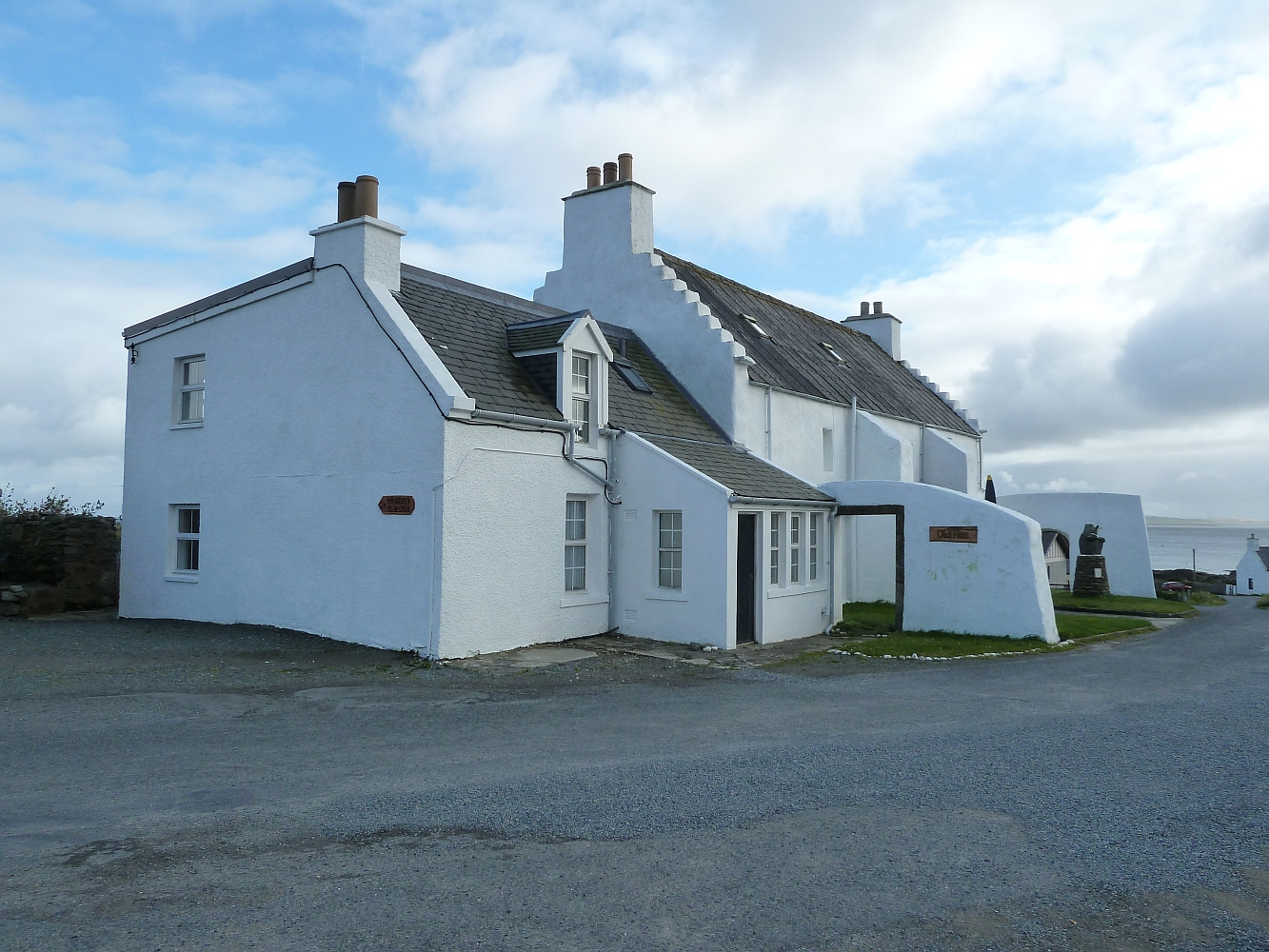
Das Haus Old Haa

Burravoe ist eine Ortschaft, die im Norden der zu Schottland zählenden Shetlands liegt.

## Geographie
Burravoe ist eine kleine Siedlung, die am nordwestlichen Ufer der Meeresbucht Burra Voe im Südosten der Insel Yell liegt. Die Bucht findet ihr räumliches Ende am Burra Ness im Südwesten des Ortes. Ortschaften in der Nähe sind Hamnavoe im Westen und Aywick im Nordosten.

## Historisches
Im Rahmen der historischen Gliederung Schottlands in Civil Parishes zählt Burravoe zu Yell. Im Ort sind vier Bauwerke als Listed Building in unterschiedlichen Kategorien unter Denkmalschutz gestellt worden. Diese sind die Kirche St Colman’s Church, das Haus Old Haa of Brough, ein Lagerhaus am Hafen sowie eine Telefonzelle.